# Dichetophora boyesi
Dichetophora boyesi är en tvåvingeart som beskrevs av Steyskal 1972. Dichetophora boyesi ingår i släktet Dichetophora och familjen kärrflugor. Inga underarter finns listade i Catalogue of Life.